# بيلي جيريش
بيلي جيريش (بالإنجليزية: Billy Gerrish)‏ هو لاعب كرة قدم بريطاني (وحمل سابقاً جنسية المملكة المتحدة لبريطانيا العظمى وأيرلندا) في مركز مهاجم داخلي، ولد في ديسمبر 1884 في برستل في المملكة المتحدة، وتوفي في 8 أغسطس 1916 في سوم في فرنسا. لعب مع أستون فيلا وبريستون نورث إيند ونادي بريستول روفيرز ونادي تشيسترفيلد وFreemantle F.C. ‏.